# Hrvatski kraljevi (Nazor)

Hrvatski kraljevi zbirka je pjesama Vladimira Nazora objavljena prvi put 1912. godine u Zagrebu u nakladništvu Matice hrvatske i Matice dalmatinske. Djelo predstavlja kronološki strukturiranu poetsku obradu hrvatskih vladara od Ljudevita Posavskoga do Petra Snačića.
Zbirka je nastala u vremenu kada se, prema Nazorovim riječima, Hrvatima „gotovo poricala sva povijest”. Pjesnik je želio probuditi osjećaj nacionalnog dostojanstva kroz poetsku rekonstrukciju povijesnih ličnosti. 
Strukturirana kronološki, zbirka sadrži pjesme posvećene pojedinim hrvatskim knezovima i kraljevima. Božidar Petrač opisuje je kao „rekreiranu i domišljenu povijest hrvatskih vladara, koja počiva na dostupnim povijesnim izvorima”. Nazor je ostvario uporabu vezanoga stiha, dok na stilskoj razini prevladava secesionistička estetika.
Djelo predstavlja Nazorov doprinos sjećanju na hrvatsku srednjovjekovnu prošlost koja se proučavala kroz historiografiju, umjetnost i politiku njegova vremena.
Najpoznatija pjesma u zbirci zove se jednako kao i zbirka Hrvatski kraljevi. Tu pjesmu su u skraćenoj verziji uglazbili Gibonni i bend „The Obala”. Vrlo poznata pjesma je i Zvonimirova lađa.
Povodom 1100. obljetnice Hrvatskoga Kraljevstva (925. - 2025.), Matica hrvatska objavila je 2025. godine faksimilno izdanje originala iz 1912. u sklopu knjižnice „Posebnih izdanja”.